# Gheorghe A. Polizu
Gheorghe A. Polizu (* 1819 in Bukarest; † 16. Oktober 1886 ebenda) war ein rumänischer Arzt und Lexikograf, Romanist (Rumänist) und Germanist.

## Leben
Polizu war Arzt in Bukarest. Er verfasste ein 1857 in Kronstadt (Brașov) erschienenes rumänisch-deutsches Wörterbuch von 20.000 rumänischen Einträgen, darunter viele Neologismen. Polizu war Ehrenmitglied der Rumänischen Akademie.
In Bukarest sind eine Straße und eine Geburtsklinik nach ihm benannt. 1994 wurde eine rumänische Briefmarke mit seinem Porträt und der Aufschrift „Gh. Polizu 1819-1886“ herausgegeben (Michel-Katalog RO 5042).

## Werke
- Vocabular româno-german. Romänisch-deutsches Wörterbuch verfaßt und mit Berücksichtigung der Bedürfnisse des practischen Lebens geordnet von G. A. Polysu [Polizu], bereichert und revidirt von G. Baritz (George Bariț). Herausgegeben und Verlag von J. G. Johann, Kronstadt 1857 (606 Seiten)
- Mica chirurgie cu notice practice in binele bolnavuluĭ, Bukarest 1859